# 갤러리아면세점
갤러리아 면세점(Galleria Duty Free)은 대한민국의 면세점이다. 서울 여의도 63스퀘어 G~3층 및 제주국제공항의 국제선 3층 출국장에 위치해 있다. 

## 연혁
- 2014년 2월 갤러리아 면세점 설립.
- 2014년 4월 20일 제주국제공항 내에 갤러리아 면세점 임시 개업.
- 2014년 6월 28일 제주국제공항 국제선 출국장에서 갤러리아면세점이 상표로 정식 개업.
- 2015년 12월 28일 63스퀘어 내에 갤러리아면세점 63 개점.
- 2016년 7월 15일 63스퀘어 내에 갤러리아면세점 63점 그랜드 오픈
- 2018년 2월 제주국제공항 면세점 영업 종료
- 2019년 9월 갤러리아면세점63 영업 종료

## 지점
- 갤러리아면세점 63

2015년 12월 28일 63스퀘어 G~3층에 개점하였다. 2019년 9월 영업종료하였다.

## 과거 운영 지점
- 갤러리아면세점 제주국제공항

2014년 4월 20일 제주국제공항 출국장에 개점하였으며, 2018년 2월 영업종료하였다.